# Spartak Primorje
Spartak Primorje ist ein russischer Profibasketballverein aus Wladiwostok. Die Herrenmannschaft spielte lange Zeit in der höchsten russischen Spielklasse. Nach Auflösung der Professionalnaja Basketbolnaja Liga (PBL) gehört Spartak wieder der Superleague Russland an, während die führenden russischen Mannschaften in der VTB United League antreten.

## Geschichte
Spartak Primorje wurde 1999 gegründet und spielte bis 2003 unter dem Namen „Spartak-WGUES“. Mehrere Jahre gehörte Spartak der höchsten Spielklasse Superliga an. 2010 kam es zur Spaltung und die führenden Vereine der Superliga gründeten die PBL. Mit einjähriger Verspätung wurde auch Spartak 2011 als Ersatz für Dynamo Moskau, denen die Lizenz entzogen wurde, in die PBL zugelassen. Zudem versuchte man sich an der Teilnahme an einem europäischen Vereinswettbewerb. In der Qualifikationsrunde zur EuroChallenge 2011/12 scheiterte man jedoch am nationalen Konkurrenten BK Jenissei Krasnojarsk. Im Jahr 2013 wurde schließlich die PBL zugunsten der supranationalen VTB United League eingestellt und Spartak spielte ab der Saison 2013/14 wieder in der russischen Superliga.

## Bekannte Spieler
| - Tomas Nagys 2005/2006 - Willie Deane 2005–2007 - Derrick Phelps 2006/2007 - Virgil Stănescu 2006/2007 - Wiktor Keiru 2006/2007 - J. R. Bremer 2007/2008 | - Anton Ponomarjow 2010/11 - Torey Thomas 2011/2012 - Cuthbert Victor 2011/2012 - Nikita Morgunow seit 2013 - Pjotr Samoilenko seit 2014 |

## Trainer
- Sergei Babkow 2006–2009
- Wadim Filatow 2009/2010
- Boris Liwanow 2010–2012
- Gundars Vētra 2012/2013
- Russel Bergman seit 2013